# Паукообразная обезьяна
Паукообразная обезьяна, или мохнатая паукообразная обезьяна, или бурая мирики, или бурый брахителес (лат. Brachyteles arachnoides) — примат семейства паукообразных обезьян.

## Описание
Паукообразные обезьяны — одни из крупнейших приматов Нового Света. Самцы имеют в длину 55—78 см, самки 46—63 см. Хвост у самцов 74—80 см, у самок 65—74 см. Вес самцов составляет 9,6—15 кг, вес самок 8—11 кг. Хвост хватательного типа. Лицо полностью чёрное, этим отличается от родственного вида Brachyteles  hypoxanthus, имеющего на лице розовые крапины.

## Распространение
Этот вид является эндемиком Бразилии. Встречается в штатах Парана, Сан-Паулу, Рио-де-Жанейро, Эспириту-Санту и Минас-Жерайс. В Бразилии этот примат известен как «моно карвоэйро» (порт. mono carvoeiro, что означает «угольная обезьяна».

## Статус популяции
Вид находится под угрозой, основной угрозой является разрушение среды обитания. В 2005 году численность вида в дикой природе оценивалась в 1300 особей. Существуют также две группы, содержащиеся в неволе — в зоопарках Куритибы и Сорокабы в Бразилии.